# Saint-Fiacre-sur-Maine
Saint-Fiacre-sur-Maine är en kommun i departementet Loire-Atlantique i regionen Pays de la Loire i nordvästra Frankrike. Kommunen ligger i kantonen Vertou-Vignoble som tillhör arrondissementet Nantes. År 2022 hade Saint-Fiacre-sur-Maine 1 246 invånare.

## Befolkningsutveckling
Antalet invånare i kommunen Saint-Fiacre-sur-Maine
| Referens: INSEE |